# (7450) Shilling
(7450) Shilling – planetoida z pasa głównego asteroid okrążająca Słońce w ciągu 4 lat i 88 dni w średniej odległości 2,62 j.a. Została odkryta 24 lipca 1968 roku w obserwatorium Cerro El Roble przez G. A. Plyugina i Yu. A. Belyaeva. Nazwa planetoidy pochodzi od Pawła Szyllinga (1786-1837), rosyjskiego technika wprowadzającego do użycia telegraf i orientalisty (badacza historii i języków narodów azjatyckich, kolekcjonera orientalnych rękopisów). Przed nadaniem nazwy planetoida nosiła oznaczenie tymczasowe (7450) 1968 OZ.